# АІС
Група компаній «АІС» (колишня назва Автоінвестстрой) — у 2000-2010-х роках контролювала близько 10% українського автомобільного ринку. 
«АІС» — ексклюзивний імпортер в Україні KG Movility, Geely, MG, більшості російських марок: ГАЗ, УАЗ, ПАЗ, ЛіАЗ, ГолАЗ, КАвЗ, а також офіційний дилер марок Audi, Citroën, Renault, Cadillac, Hyundai, Chevrolet, Chevrolet Niva, КАМАЗ, МАЗ і Урал.
Майно одного зі співзасновників АІС Дмитра Святаша колишнього народного депутата України, який втік до росії, арештовано та передано в управління Національного Агентства з розшуку та менеджменту активів (АРМА). Вартість переданих державі активів складає понад 600 млн грн. 

## Історія
Група заснована 1992 року Дмитром Святашем і Василем Поляковим. 
Здійснювала продаж нових легкових, комерційних, вантажних автомобілів, спецтехніки та автобусів, а також виконувала їх передпродажну підготовку, гарантійне й післягарантійне обслуговування.
За повідомленням пресслужби Святаша, він відійшов від керівництва групою 2002 року, коли його було обрано народним депутатом України. Утім 2007 року, коли група АІС взяла в Укрсиббанку кредити на загальну суму близько 50 доларів США, надавши в заставу автосалони та виробничі приміщення в різних областях України, за виплату кредитів особисто поручилися тодішні власники: Дмитро Святаш та Василь Поляков. Надані кредити мали бути повернені у квітні 2009 року. 2009 року Святаш продав свої активи в групі й вийшов зі складу засновників. Пресслужба Святаша надалі заперечувала його зв'язок із групою. 
Лише 2019 року стало відомо, що бенефіціарними власниками бізнесу AIC були батьки Святаша.
Новим власником AIC формально стала компанія «Девелопмент Макс ЛЛС», зареєстрована в американському штаті Делавер, однак бенефіціарні власники компанії (на той час) вважалися невідомими. Протягом 2010—2012 років всі компанії групи поступово змінили власника на «Навітрон Прожектс Корп» (англ. Navitron Projects Corp.) — компанію, яка зареєстрована в Панамі. У жовтні 2013 року власність була перереєстрована на кіпрську компанію «Радолін Трейдінг Лімітед» (англ. Radolin Trading Limited).
Кредити Укрсиббанку своєчасно повернені не були. Коли Укрсиббанк спробував накласти стягнення на заставлене майно, компанії-боржники збанкрутували, а майно перепродали іншим юридичним особам. Укрсиббанк вважав перепродаж заставного майна (без згоди на те банку) незаконним і в судовому порядку наклав арешт на перепродане майно, що належало вже новим власникам, до вирішення справи про погашення кредиту.
Влітку 2012 року в Харківському суді за позовом чотирьох банків, яким група заборгувала понад 1,77 млрд грн, відбувався розгляд справи про банкрутство. Банкіри вважали необхідним публічне повідомлення про позов, оскільки заборгованість групи була на той час найбільшою і компанії ухилялися від її сплати.
Утім, група продовжувала діяльність і на 2013 рік компанії групи перемогли більш ніж у 250 державних тендерах на закупівлю автотранспорту на загальну суму 336 мільйонів гривень.
Наприкінці 2013 року конфлікт AIC з Укрсиббанком загострився. Банк намагався через суд стягнути несплачені компаніями кредити з поручителів (Святаша та Полякова), а останні намагалися визнати договори поруки недійсними. 
16 жовтня 2013 р. було відкрито кримінальне провадження № 12013110000001043 щодо шахрайського заволодіння групою АІС грошовими коштами кредитора.
Судова тяганина тривала кілька років.
Переговори про реструктуризацію боргів з Укрсиббанком тривали до 2017 року і завершилися безрезультатно.
2018 року група повідомила, що реструктуризувала боргові зобов'язання перед банками, за винятком Укрсиббанку. Укрсиббанк 2017 року продав боргові вимоги до AIC колекторській компанії DCH, власником якої є Олександр Ярославський, що до 2010 року був одним з акціонерів Укрсиббанку. У квітні 2018 року майно, на яке наклали арешт у межах кримінального провадження № 12013110000001043, було передано до Агентства з розшуку та менеджменту активів (АРМА). За результатами конкурсів, проведених АРМА у серпні 2018 року, право управління цими активами отримало ТОВ «ЖК Воздвиженка». У вересні 2018 року АРМА передало нерухомість, яка була заставлена у 2007—2009 роках, в управління «ЖК Воздвиженка». У жовтні 2018 року «ЖК Воздвиженка» заблокувало доступ співробітників АІС до майна на арештованих об'єктах. Таким чином внаслідок процесуальних дій, які розпочали юристи DCH, була заблокована діяльність автоцентрів АІС у кількох містах України. Група АІС звинуватила Ярославського у спробах отримати контроль над її активами.
23 листопада 2018 року близько 200 співробітників групи компаній АІС, які працювали в київських автоцентрах, провели акцію протесту перед офісом АРМА та офісом групи компаній DCH Олександра Ярославського.
У грудні 2019-го в АІС заявили, що група стала об'єктом рейдерської атаки кредиторів і колекторів[ненейтрально], внаслідок якої її незаконно позбавили 60 об'єктів нерухомого майна, які перебували в іпотеці, а також 39 об'єктів, не обтяжених обмеженнями, вартістю в десятки мільйонів доларів.
У 2020 році офіс компанії в Києві намагалися захопити. Причина — поділ права власності на користування приміщенням.

## Структура
До групи «АІС» входили:[джерело?]
1. Кременчуцький автоскладальний завод;
2. 34 торгово-сервісних підприємств і центрів, 44 торгових майданчики, 34 СТО;
3. Компанія «АІС Автозапчастини» з мережею з 40 магазинів запасних частин і 50 представництв;
4. Розподільчий центр — логістичний центр з приймання, складування, зберігання і розподілу автомобільних запчастин;
5. Мережа регіональних митно-ліцензійних складів;
6. Спеціалізовані автоцентри Citroen, SsangYong, ГАЗ, Geely, Audi, Chevrolet Niva у великих індустріальних містах України;
7. Автотранспортна компанія;
8. Страхова компанія;
9. фінансова компанія Єврокапітал.

## Модельний ряд
Налічував більше 400 моделей різноманітної техніки. зокрема легкові, комерційні та вантажні автомобілі, спецтехніку і автобуси. «АІС» реалізовував:
- легкові автомобілі російських марок: ГАЗ, ВАЗ, УАЗ, Chevrolet Niva;
- легкові автомобілі марок: Citroën, Audi, SsangYong, Geely;
- комерційні автомобілі малої вантажопідйомності й мікроавтобуси марок: ГАЗ, УАЗ, ІЖ;
- комерційні автомобілі: Citroën;
- середньо-і великотоннажні автомобілі: ГАЗ, КАМАЗ, УРАЛ, МАЗ;
- автобуси: ПАЗ, ЛіАЗ, ГолАЗ, КАВЗ.